# Eciton legionis
Eciton legionis é uma espécie de formiga do gênero Eciton.